# Агустин I (император Мексики)
Его Императорское Величество Агустин I (Агусти́н Косме Дамиан де Итурби́де-и-Арамбуру) (исп. Agustín de Iturbide y Aramburu; 27 сентября 1783, Вальядолид, Новая Испания — 19 июля 1824, Падилья, Мексика) — мексиканский военный и государственный деятель, генерал, президент Регентского Совета империи с 24 августа 1821 по 21 мая 1822, первый император Мексики с 18 мая 1822 (принятие конституционной присяги состоялось 21 мая) по 29 марта 1823. Герой войны за независимость и первый правитель независимой Мексики. В результате мятежа генерала Гуадалупе Виктории отрёкся от престола и бежал в Италию. Спустя год Итурбиде вернулся, чтобы восстановить свою власть, но был схвачен и расстрелян.

## Биография
Агустин де Итурбиде — сын испанского дворянина и креолки.
В 1798 году поступил в испанскую армию, где в 1820 г. дослужился до чина полковника.
В 1809—1810 годах содействовал подавлению восстаний мексиканцев против испанского владычества. Когда в 1810 году началась Война за независимость Мексики, выступил с воззванием, в котором заявил, что хочет видеть Мексику конституционной монархией.
В войне за независимость выделялись такие люди, как Мигель Идальго-и-Костилья, Висенте Герреро, Хосе Мария Морелос. Война длилась одиннадцать лет, пока освободительные войска не вошли в Мехико.
В 1815 году — был назначен Главнокомандующим войсками испанцев в двух провинциях, но в 1816 году был заподозрен испанским правительством в измене и вышел в отставку.

### Император
В 1819 году — вновь вступил в армию, но примкнул к партии инсургентов и в воззвании, изданном 21 февраля 1821 года, потребовал введения в Мексике конституционной формы правления. Число его приверженцев быстро возросло; его войска взяли Мехико, после чего 27 сентября 1821 года он созвал там хунту.
Последняя не смогла прийти к соглашению относительно формы правления, однако гарнизон г. Мехико провозгласили его императором. На следующий день конгресс подтвердил это избрание, и Итурбиде вступил на мексиканский престол под именем императора Агустина I (это решение считалось временным, пока не найдётся какой-нибудь европейский принц, достойный мексиканского престола).

### Коронация
Его коронация состоялась 21 июля 1822 года, священник водрузил на голову императора золотую корону и вручил скипетр. Старший сын Агустин Херонимо де Итурбиде получил титул имперского принца и наследника Мексиканской империи, младшие сыновья, братья и сёстры получили титулы принцев и принцесс, отец императора Хоакин получил титул князя.

## Отречение
Империя столкнулась с давлением со стороны республиканцев, а также военных гарнизонов. Итурбиде, собрав своих верных сторонников, отправился подавлять восстания в провинциях.
Вскоре, однако, финансовые средства правительства истощились. Успешное восстание в Веракрусe под предводительством Л. де Санта-Анны привело к тому, что Итурбиде добровольно сложил с себя полномочия 29 марта 1823 года, письменно мотивировав этот свой шаг стремлением сохранить национальное и государственное единство страны. Конгресс назначил ему и его семье ежегодное содержание, но потребовал при этом, чтобы он покинул страну и выехал за границу. Он эмигрировал в Италию.

## Арест и казнь
В 1824 Итурбиде вернулся из Европы в надежде вернуть себе власть. Мексиканский конгресс объявил его вне закона и постановил предать его смертной казни немедленно по высадке на берег. Тем не менее Итурбиде, переодетый, вступил на мексиканскую землю. Одновременно восстали несколько провинций. Однако он был арестован в штате Тамаулипас и 19 июля расстрелян. Его не раз безуспешно пытались освободить его сторонники и монархисты.

## Императорский титул
Por la Divina Providencia y por el Congreso de la Nación, primer emperador constitucional de México («Божьим Провидением и волей Национального Конгресса, первый конституционный император Мексики»).